# Neagra Șarului
Neagra Șarului – wieś w Rumunii, w okręgu Suczawa, w gminie Șaru Dornei. W 2011 roku liczyła 1620 mieszkańców. 